# St Ann (Without)
St Ann (Without) är en civil parish i Storbritannien.   Den ligger i grevskapet East Sussex och riksdelen England, i den södra delen av landet, 70 km söder om huvudstaden London. Antalet invånare är 281.